# Koldo Agarraberes
Koldo Agarraberes Echeverría (Pamplona, 1967 - ib, 2015) fue un artista multidisciplinar cuya obra se caracterizó por su enfoque crítico y su fuerte carga expresiva. A través de la pintura, el muralismo, el videoarte y la performance, exploró la abstracción como medio de reflexión y transformación social. Su trabajo fusionó la experimentación estética con una mirada comprometida, utilizando el arte para cuestionar y provocar el pensamiento. 

## Biografía:
Koldo Agarraberes Echeverría (Pamplona, 1967 - 24 de marzo de 2015) fue un artista navarro polifacético, reconocido por su implicación social y su papel en la promoción cultural en Navarra. Se inició en los años 80 en el taller de escultura y pintura de Patxi Buldain y amplió su formación en litografía con Don Herbert y en escenografía con José Luis Raimond.
Koldo Agarraberes se formó principalmente en el taller de Patxi Buldain, un espacio clave para su desarrollo artístico, influenciado por las vanguardias europeas. Buldain, quien tuvo la oportunidad de conocer a figuras como Pablo Picasso, Jean-Paul Sartre y Albert Camus, transmitió estas influencias a sus discípulos. A través de este contacto directo con las ideas de Picasso y las reflexiones filosóficas de Sartre y Camus, Koldo absorbió un enfoque profundo sobre el arte, que marcó su obra. Estas influencias fueron fundamentales para que Koldo se estableciera como pintor, fusionando los legados de estas grandes figuras en su propio estilo único y comprometido.
Así, Koldo Agarraberes centró su actividad creativa en  crear un arte abstracto de marcado carácter social, donde la forma y el color se convertían en vehículos para expresar sus reflexiones sobre la realidad y las tensiones sociales. A lo largo de su recorrido artístico, Koldo abarcó diversas disciplinas, tales como pintura, obra gráfica, collage, muralismo, videoarte y performance. Su amplia carrera en las artes plásticas está marcada por su constante participación en exposiciones, tanto colectivas como individuales. Sin embargo, Koldo no solo fue artista, sino que también fue un dinamizador cultural, debido a su participación directa en proyectos con diferentes asociaciones culturales como "Naparte", "Irudimen", "El pasillo", "Mariximini Kultur Elkarte" y "Nivel F".
Entre las numerosas exposiciones en las que participó, destacan las siguientes:
- 1998: Crea, junto a Luis Morea, el espectáculo-performance "Otoño, encuentro con las artes "en Huarte. Forma parte de los talleres abiertos organizados por la asociación Naparte en la sala Artsaia de Pamplona.
- 1999: Junto a Luis Morea, organiza el espectáculo-performance "Noche de fuego".
- 2000: Crea "Fotocollages 1990-2000", un homenaje a Nicolás de Lekuona, expuesto en el Centro Cultural Arriola de Elorrio, Vizcaya.

- 2001: Presenta la exposición individual "Koldo laberintoan", una muestra de pintura, litografía y dibujo en la Escuela de Arte de Pamplona. Además, realiza el diaporama "Diario de la Resistencia" y "Bide Kontra Corriente" en la exposición Mixtos de la Ciudadela de Pamplona.
- 2002: Realiza el mural Invasión alienígena en el restaurante Toki-Leza, Pamplona.
- 2003: Concibe los proyectos "Sala de estar, Libros de artista" y "A propósito de guerra", presentados en la Sala El Pasillo de Pamplona.
- 2004: Diseña el proyecto Bestiario junto a Mikel Cabrerizo y los miembros de El Pasillo, expuesto en Mixtos de la Ciudadela de Pamplona y en la Sala Espacio Tangente de Burgos.
- 2008: Fue un año de actividad para el autor debido a sus destacadas exposiciones. Comenzó con "Uharte", una colaboración con la Fundación Buldain en una exposición colectiva de pintura y escultura en el taller de Huarte. También presentó la serie de lienzos "Prohibido echar comida a los animales" en la Galería Reciclarte de Pamplona, la cual cerró sus puertas en el mismo 2008. Finalmente, llevó a cabo "Requiem:" "Un millón de muertos en Irak", una exposición y acción-painting en Kalaska Espazioa.
- 2009: Organiza "Emari09", el Primer Ritual Internacional de Arte Cultural, un proyecto realizado en Ultzama junto al artista mexicano Antonio Gritón y los vecinos del valle. Este proyecto abstracto se basa en el vínculo armónico entre los seres humanos y el equilibrio con la naturaleza, posicionándose en contra del dogmatismo. Además, en 2009, presenta la performance "A Santa Compaña", con la colaboración de Estefanía de Paz
- 2010: Participa en diversos proyectos, destacando "Love is goog", una performance y espectáculo de danza y pintura junto a Catherine Scott, que se realiza en el frontón Jito ALAI en Pamplona. También participa en el certamen "La ira y el deseo", que tiene lugar en Coyoacán, Ciudad de México, en la Universidad Iberoamericana.
- 2011: Participa en una performance, espectáculo de danza y pintura junto con la bailarina Carmen Larraz, en el frontón Jito ALAI en Pamplona.
- 2012: En este año Koldo Agarraberes,  el 23 de febrero presenta su catálogo Sin sentido obligatorio y, además, una exposición de lienzos con el mismo nombre, que tuvo lugar en el Pabellón de Mixtos en Pamplona.
- 2013: Es seleccionado junto a siete artistas de la Galería Canvas para participar en la  feria de arte Cutlog en París.[3]

## Estilo e influencias artísticas:
El estilo de Koldo Agarraberes es abstracto, desafiante y  expresivo. Sus obras juegan con la geometría y la materia, explorando el equilibrio entre orden y caos. A través de una paleta cromática cuidada y una gestualidad enérgica, sus lienzos transmiten una tensión dinámica que invita a la reflexión.
Koldo Agarraberes es un heredero del vanguardismo en Navarra, vinculado a la tradición abstracta que comenzó a consolidarse en los años 70, con raíces en las décadas de 1950 y 1960. Su obra recoge la influencia de la apertura cultural de la época, los Encuentros de Pamplona de 1972 y el legado de Jorge Oteiza. Movimientos como El Paso, Dau al Set y Pórtico, junto con la obra de artistas como Chillida, Oteiza y Chirino, han marcado su trayectoria, dotando a su trabajo de una profundidad y una conexión con la vanguardia artística.

## Reconocimiento:
Koldo Agarraberes participó en exposiciones  como Emari 09 y fue seleccionado para la feria Cutlog de París. Tras su fallecimiento en 2015, su legado ha sido recordado con iniciativas como el Concurso de Arte Crítico Koldo Agarraberes, que fomenta la creación artística con conciencia social ..

## Obras:

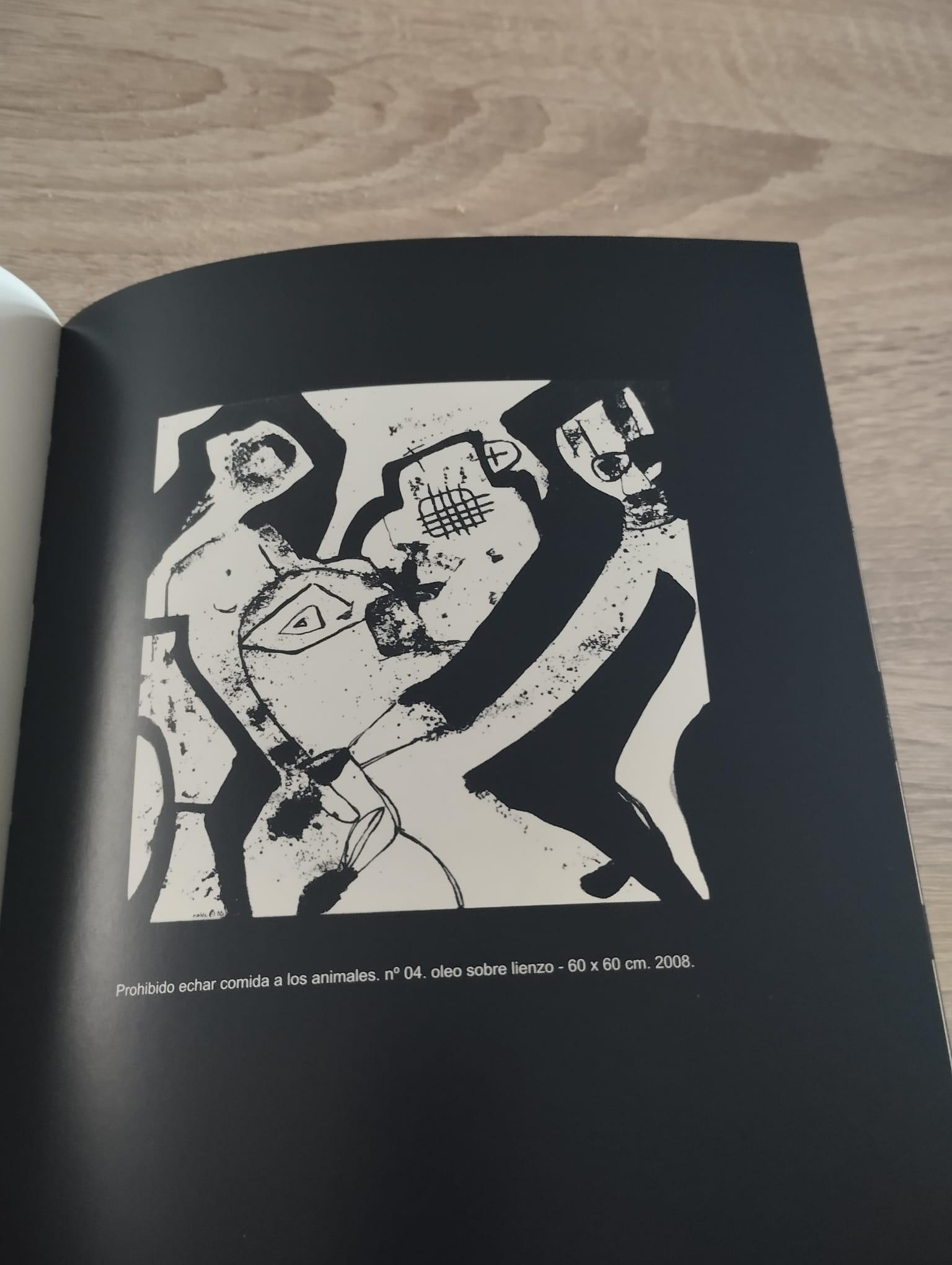
Prohibido echar comida a los animales

1) "Prohibido echar comida a los animales": Oleo sobre lienzo de dimensiones 60 x 60 cm publicado en 2008 como parte de una serie de lienzos  que tiene el mismo nombre. Obra abstracta con matices de crítica social, plasmada a partir de  formas y contrastes que invitan a la reflexión.

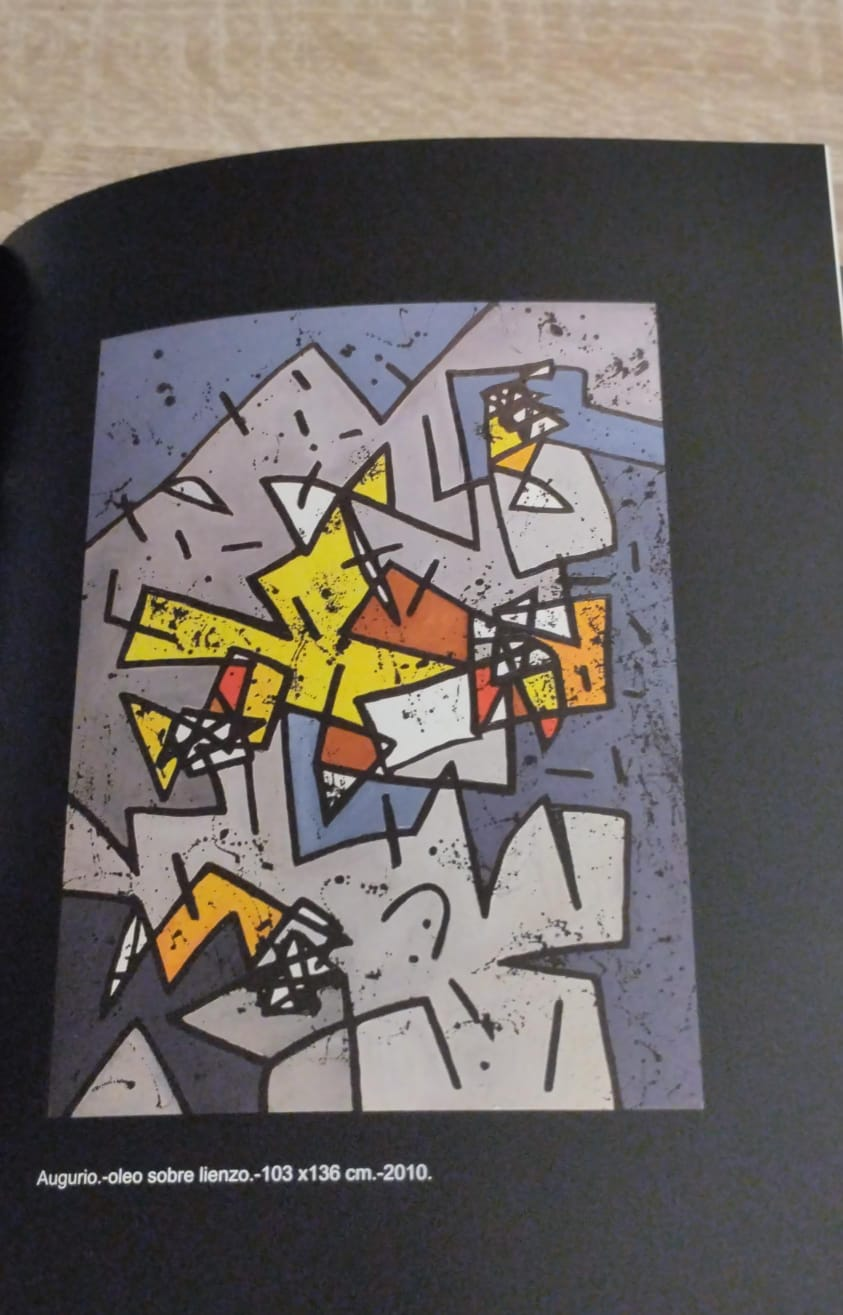
Augurio

2) "Augurio":  es una obra publicada en 2010 en la que los colores y las formas abstractas se entrelazan, creando una sensación de misterio e incertidumbre. La composición confusa invita al espectador a interpretar libremente su significado, fomentando la reflexión. A través de este juego visual, el artista sugiere una premonición o un mensaje oculto sobre la realidad.

Sin sentido obligatorio

3) Sin sentido obligatorio es una obra publicada en 2010,  vibrante y llena de simbolismo, realizada en óleo sobre lienzo. Con colores intensos y formas fragmentadas, el artista crea una composición caótica que invita a la reflexión. Las figuras entrelazadas parecen representar la confusión y la falta de lógica en ciertos aspectos de la sociedad. A través de esta pieza, el autor expresa su visión crítica con un estilo dinámico y expresivo.